# Sium bracteatum
Sium bracteatum (tiếng Anh thường gọi là Jellico hoặc Large Jellico) là một loài thực vật thuộc họ Apiaceae. Đây là loài đặc hữu của Saint Helena. Môi trường sống tự nhiên của chúng là rừng ẩm vùng đất thấp nhiệt đới hoặc cận nhiệt đới, khu vực trước đây là rừng thoái hoá nặng, và thảm thực vật di thực. Chúng hiện đang bị đe dọa vì mất môi trường sống.